# Harvard (Nebraska)
Harvard je grad u američkoj saveznoj državi Nebraska. Prema popisu stanovništva iz 2010. u njemu je živjelo 1,013 stanovnika.